# Малі Зозулинці
Малі́ Зозу́линці — село в Україні, у Заслучненській сільській громаді Хмельницького району Хмельницької області. Населення становить 220 особи.

## Історія
Станом на 1886 рік в колишньому власницькому селі Терешківської волості Старокостянтинівського повіту Волинської губернії, мешкало 421 особа, налічувалось 54 дворових господарства, існувала православна церква, школа, постоялий будинок і водяний млин.
За переписом 1897 року кількість мешканців зросла до 651 особи (317 чоловічої статі та 334 — жіночої), з яких 583 — православної віри, 68 — римо-католицької.